# Lysimachia ciliata
Lysimachia ciliata es una especie del género Lysimachia. Es nativa de América del Norte, incluida la mayor parte del sur de Canadá y la mayoría de los Estados Unidos excepto al suroeste.  

## Descripción
Es una planta herbácea con las hojas opuestas, simples, y los tallos de color verde. Las flores son de color amarillo, y florecen en verano.  
También es cultivada como planta ornamental.

## Sinonimia
- Steironema ciliatum (L.) Baudó
- Steironema pumilum Greene[1]